# Kirsty Smith
Pour les articles homonymes, voir Smith.
Kirsty Smith est une footballeuse internationale écossaise, née le 6 janvier 1994. Elle évolue au poste de défenseur. 

## Carrière

### En club
Kirsty Smith commence sa carrière à Musselburgh Windsor. En juillet 2007, elle rejoint Hibernian.
Le 27 juin 2018, elle quitte Hibernian avec sa coéquipière Lizzie Arnot, et elles signent ensemble en faveur du nouveau club de football féminin de Manchester United. Le club se prépare en effet à jouer sa première saison en FA Women's Championship, la deuxième division du football féminin en Angleterre.
Le 19 août, elle fait ses débuts avec Manchester United lors d'une victoire 1-0 en Coupe de la Ligue contre Liverpool.

### En sélection
Le 30 octobre 2014, Kirsty Smith  est sélectionnée pour la première fois en équipe nationale écossaise, face aux Pays-Bas. Elle remplace Caroline Weir à la 79e minute, à l'occasion d'un match de barrage pour les qualifications de la Coupe du monde 2015 (défaite 2 à 0).
Elle participe ensuite au championnat d'Europe 2017, elle y dispute une rencontre comme titulaire, contre le Portugal (défaite 2 à 1).
Kirsty Smith apparaît ensuite sur la liste des joueuses sélectionnées pour participer à la Coupe du monde 2019 organisée en France.

## Palmarès[9]
- Hibernian
  - Vice-championne d'Écosse en 2013, 2015, 2016 et 2017
  - Vainqueur de la Coupe d'Écosse en 2016 et 2017
  - Finaliste de la Coupe d'Écosse en 2011, 2013 et 2015
  - Vainqueur de la Coupe de la Ligue écossaise en 2016, 2017 et 2018
  - Finaliste de la Coupe de la Ligue écossaise en 2014 et 2015

- Manchester United
  - Championne d'Angleterre de D2 en 2019